# Liste der Monuments historiques in Ville-en-Tardenois
Die Liste der Monuments historiques in Ville-en-Tardenois führt die Monuments historiques in der französischen Gemeinde Ville-en-Tardenois auf.

## Liste der Immobilien
| Bezeichnung       | Beschreibung            | Standort                 | Kennzeichnung | Schutzstatus | Datum | Bild           |
| ----------------- | ----------------------- | ------------------------ | ------------- | ------------ | ----- | -------------- |
| Kirche St-Laurent | aus dem 12. Jahrhundert | Rue Saint Laurent (Lage) | PA00078896    | Classé       | 1919  | weitere Bilder |

## Liste der Objekte
| Bezeichnung                                       | Beschreibung                                       | Standort                        | Kennzeichnung | Schutzstatus    | Datum  | Bild |
| ------------------------------------------------- | -------------------------------------------------- | ------------------------------- | ------------- | --------------- | ------ | ---- |
| Hauptaltar                                        | Altartisch und Tabernakel; Marmor, 18. Jahrhundert | in der Kirche St-Laurent (Lage) | PM51003322    | Inscrit         | 1991   |      |
| Kelch                                             | Silber, 18. Jahrhundert                            | in der Kirche St-Laurent (Lage) | PM51003321    | Inscrit         | 1991   |      |
| Epitaph der Familie Baudier                       | Stein, bezeichnet 1637                             | in der Kirche St-Laurent (Lage) | PM51001171    | Classé          | 1908   |      |
| Zwei Kirchenstühle                                | Holz, 18. Jahrhundert                              | in der Kirche St-Laurent (Lage) | PM51003323    | Inscrit         | 1991   |      |
| Zwei Wandleuchter                                 | Kupfer, 17. Jahrhundert                            | in der Kirche St-Laurent (Lage) | PM51001680    | Classé gelöscht | ? 1960 |      |
| Grabstein für Claude Baudier und Catherien Detouf | Stein, bezeichnet 1647                             | in der Kirche St-Laurent (Lage) | PM51001172    | Classé          | 1908   |      |